# Лигдопулос, Димостенис
Димостенис Лигдо́пулос (греч. Δημοσθένης Λιγδόπουλος  партийный псевдоним Брут, 1898, Афины — 25 октября 1920, Чёрное море) — один из основателей и первых членов руководства Коммунистической партии Греции,
Главный редактор и директор социалистической газеты «Рабочая борьба» (Εργατικός Αγών).
Первый погибший при исполнении своего революционного долга член компартии Греции.

## Социалистическая молодёжь Афин
Демосфен Лигдопулос родился в Афинах в 1898 году. В 1916 поступил на математический факультет Афинского университета. С студенческих лет вступил в социалистические революционные группы.
В 1916 году Лигдопулос, вместе со своими сокурсниками и друзьями, Спиросом Кумиотисом, Франгиском Дзулатисом и братьями Думасами, создали организацию «Социалистическая молодёжь Афин» («Σοσιαλιστική Νεολαία Αθήνας»).
С энтузиазмом принял Октябрьскую революцию в России. К тому же русская революция усилила приток греческой молодёжи в организацию «Социалистическая молодёжь Афин».
«Социалистическая молодёжь Афин» издала в 1917 году известную брошюру русского революционера-анархиста Кропоткина «К молодёжи», после чего Лигдопулос, Думас, Кумиотис, Аргириу и Кацонис были арестованы и приговорены трибуналом в Афинах к 4 годам тюрьмы. Был послан в тюрьму города Ретимнон на острове Крит, но вскоре был освобождён правительством Элефтерия Венизелоса, не в последнюю очередь благодаря негативной реакции в либеральных кругах Европы на их заключение.

## Создание Социалистической рабочей партии Греции
Лигдопулос и его товарищи по «Социалистической молодёжи Афин» сыграли главную роль в работе учредительного съезда Социалистической рабочей партии Греции (ΣΕΚΕ — Σοσιαλιστικό Εργατικό Κόμμα Ελλάδας), впоследствии Коммунистическая партия Греции, который состоялся в Пирее 17-23 ноября 1918 года.
По выражению историка-марксиста Я. Кордатоса, перед съездом встала «большая и значительная задача: создать партию полностью отличавшуюся от всех существующих партий».
На съезде среди делегатов возникли 3 тенденции:
Тенденция «левых социалистов», возглавляемая студентом Лигдопулосом, поддерживающего Октябрьскую революцию.
«Правая» тенденция, возглавляемая Никосом Янньо́сом, который был против революционной деятельности и время от времени поддерживал премьер-министра Элефтерия Венизелоса.
«Центристская», представленная типографом Авраамом Бенароя и Аристидисом Сидерисом.
Уже на третий день съезд стал полем идеологического столкновения, в основном между Янньосом и Лигдопулосом, в то время как Бенаройя время от времени выступал в роли миротворца, когда возникала опасность раскола партии.
Лигдопулос рьяно защищал свои классовые позиции, настаивая на марксистско-ленинском характере партии рабочего класса против «западного социализма», как он характеризовал Второй интернационал.
«Правые» призывали включить в программу партии признание Лиги Наций, в то время как «левые» заявляли что это «буржуазное творение».
Значительным было выступление Лигдопулоса на съезде (партийные источники считают это выступление актуальным и сегодня) о характере Лиги, в котором он заявлял, что «Лига наций — опасность а не гарантия (против возникновения войны)», что Лига вероятно будет играть роль Священного Союза и будет препятствовать социальной революции.
Ещё бо́льшим предметом противостояния стал вопрос, если в уставе партии будет предусмотрен «переходной этап к социализму».
Янньос настаивал что должен существовать промежуточный этап, который он именовал Народная Республика («Λαϊκή Δημοκρατία»). Эту позицию отвергал Лигдопулос. В конечном итоге взгляды «левых», при поддержке «центристов» преобладали в большинстве пунктов программы, в результате чего группа Янньоса покинула съезд.
Съезд завершился на седьмой день. Был избран Центральный комитет, в составе Аристоса Арванитиса, Лигдопулоса, Стаматиса Коккиноса, Михаила Сидериса и Никоса Димитратоса.
Никос Димитратос был избран секретарём Центрального комитета партии.
Одновременно была избрана Ревизионная комиссия партии, в составе Георгия Писпиниса, Спироса Комиотиса и Авраама Бенароя.
Газета «Эргатикос агон» («Εργατικός Αγών» — Рабочая борьба) стала официальным органом партии и её возглавил Лигдопулос.
Партия приняла марксистскую теорию о классовой борьбе и провозгласила, что борется за «свержение международного капитализма и торжество международного социализма»..

## Борьба за присоединение к Коммунистическому Интернационалу
В марте 1919 года был создан Коммунистический интернационал. Организация Коминтерна оказала влияние на ΣΕΚΕ, которая приняла решение созвать первое заседание Национального совета в мае 1919 года, для обсуждения выхода из Второго Интернационала и присоединения к Коминтерну.
На первом заседании Национального совета ΣΕΚΕ было принято решение о выходе партии из Второго интернационала и подготовка почвы, с тем чтобы сделать возможной присоединение партии к Коммунистического интернационалу. Решение было результатом интенсивного противостояния между двумя политическими крыльями партии.
Левое крыло, возглавляемое Лигдопулосом, секретарём партии Н. Димитратосом и М. Сидерисом поддерживали вступление в Коминтерн, в отличие от правого крыла, которое представляли Авраам Бенароя и Аристотелис Сидерис.
Побочным эффектом этого противосточния стала отставка Лигдопулоса и его товарищей из ЦК, несмотря на то что им удалось провести свою линию. Однако они вернулись в руководство партии решением второго созыва Национального совета ΣΕΚΕ в ноябре 1919 года.
В январе 1920 года, Лигдопулос представлял ΣΕΚΕ на конференции Балканских Коммунистических и Социалистических партий в Софии, где была создана Балканская Коммунистическая Федерация. Впоследствии, в силу того что он говорил по-французски и был убеждённым сторонников вхождения в Коммунистический Интернационал, Лигдопулос был послан в Москву, представляя партию в работе Второго конгресса Коминтерна, с задачей включить партию в ряды Коммунистического интернационала.
В условиях гражданской войны в России, летом 1920 года Лигдопулос отправился в Константинополь, где встретился с советскими агентами. С их помощью он добрался морем в Новороссийск, а затем в Москву.
Он принял участие в конгрессе Коминтерна, начав одновременно переговоры о принятии ΣΕΚΕ его ряды.
Коминтерн в принципе принял ΣΕΚΕ в свой состав и зназначил своим представителем в Греции и на Балканах молодого большевика балаклавского грека Ориона Алексакиса (1899—1920). Коминтерн выделил финансовую поддержку ΣΕΚΕ и пропагандистские материалы и послал Алексакиса в Грецию для подписания и официального приёма ΣΕΚΕ

## Смерть Лигдопулоса и Алексакиса
По завершении работ Конгресса и переговоров, Лигдопулос, вместе с Алексакисом, в конце октября 1920 года прибыли в Одессу.
Согласно журналу «Коммунистический Интернационал», органу исполкома Коминтерна, товарищи Лигдопулос-Алексакис покинули Одессу на маленьком турецком судне и должны были прибыть в Болгарию 1 ноября 1920 года. Не дойдя до Болгарии, оба были убиты экипажем. Существуют две версии о их убийстве. По одной из них, инициатором убийства стал белогвардеец, опознавший Алексакиса. Более распространена версия о убийстве при попытке грабежа. Орион ехал под видом купца и вёз матрицы изданий, свёрнутые в узкие трубочки. Турки решили что в трубках золотые монеты и убили Алексакиса-Лигдопулоса, с целью овладеть монетами. Трупы были выброшены за борт. По требованию советского правительства кемалисты, получавшие тогда значительную помощь от Советской России, произвели в Зонгулдаке допрос экипажа, который признался в убийстве. Но вскоре экипаж был выпущен на свободу.
Точной даты убийства Лигдопулоса-Алексакиса нет. Разные источники указывают на 21, 25 или 27 октября 1929 года. Кроме версии грабежа, существует также версия, что Алексакис-Лигдопулос были убиты агентами Антанты.
Эти два молодых коммуниста, Лигдопулусу было 22 года, Алексакису 21, стали первыми в пантеоне погибших героев и мучеников ΣΕΚΕ-компартии Греции.
В сообщении партийной газеты «Ризоспастис» ЦК писал: «Жертва нашего товарища делает неразрывной связь нашей Партии с Коминтерном, придаёт бессметрную ауру принёсшего себя в жертву делу Коммунистического Интернационала первого мученика КПГ.».

## Пантеон
Лигдопулос был первым погибшим при исполнении своего революционного долга членом компартии Греции. В декларации ЦК по случаю 80-летия (1998) со дня создания компартии отмечалось: «Ни одна другая партия не воспитала, не сформировала и не выявила таких героев и героинь как Димостенис Лигдопулос, Христос Малтезос, Электра Апостолу, Наполеон Сукадзидис, Арис Велухиотис, Мицос Татакис, Ирини Гини, Никос Белояннис, Никос Плубидис, Диамантис, Костас Видалис, Яннис Зевгос, Стефанос Сарафис, Мицос Папаригас, Такис Фициос и тысячи других известных и безымянных».